# Beykoz BK
Beykoz Basketbol Kulübü is de basketbalafdeling van sportclub Beykoz 1908 opgericht in 1908 te Beykoz, een district van de provincie Istanboel, Turkije. De basketbalbranche van de club is zich de laatste jaren sterk aan het ontwikkelen. Zo speelt men al enkele jaren in de hoogste herenbasketbaldivisie van Turkije, de Türkiye Basketbol Ligi. De basketbalbranche wordt sinds 2007 gesponsord door TTNet, waardoor de club ook wel TTNet Beykoz 1908 wordt genoemd. TTNet Beykoz 1908 speelt de thuiswedstrijden in de Recep Şahin Köktürk Spor Salonu. Deze in 1986 geopende zaal ligt in Beykoz en heeft een capaciteit van 1750 toeschouwers.